# Georgia Caldera
Pour les articles homonymes, voir Caldera.
 (janvier 2025).
Œuvres principales
- Série Les Larmes rouges
- Série Victorian Fantasy
- Série Hors de ...

Georgia Caldera, née le 25 avril 1982 à Tours, est une romancière et nouvelliste française.

## Biographie
Auteur et illustratrice, ses influences ne sont autres qu’Edgar Allan Poe, Bram Stoker, Anne Rice, Sheridan Le Fanu, ou la série TV Buffy contre les vampires.
Ainsi, c’est dans les univers sombres et fantastiques que Georgia Caldera s’est épanouie. Son premier roman, le tome 1 de la saga Les Larmes rouges, intitulé Réminiscences, d’abord paru aux éditions du Chat Noir, reçoit le prix Merlin en 2012 . 
Georgia Caldera s'est lancé avec succès dans la romance contemporaine depuis 2014 chez J'ai Lu.

## Œuvres

### SérieLes Larmes rouges
La série est prévue à l'origine pour être une trilogie.
1. Réminiscences, Éditions du Chat Noir, 2011Réédition, J'ai lu, coll. « Darklight », 2013
2. Déliquescence, J'ai lu, coll. « Darklight », 2014
3. Quintessence, J'ai lu, coll. « Darklight », 2015
4. Rémanence, J'ai lu, coll. « Darklight », 2015

### SérieVictorian Fantasy
1. Dentelle et Nécromancie, J'ai lu, coll. « Darklight », 2014
2. De velours et d'acier, Pygmalion, 2017

### SérieLes Brumes de Cendrelune
1. Le Jardin des âmes, J'ai lu, 2019
2. La Symphonie du temps, J'ai lu, 2020
3. Les Ombres célestes, J'ai lu, 2021

### SérieLa Cité des songes
1. Une couronne de roses et de givre, J'ai lu, 2022
2. Un trône de poussière, J'ai lu, 2023

### Romance contemporaine
- Hors de portée, J'ai lu, hors collection, 2014
- Hors de question, Pygmalion, hors collection, 2016
- Hors de contrôle, Pygmalion, Hors collection, 2016
- Nos chemins de travers, J'ai lu, 2017
- Nos vagues à l'âme, J'ai lu, 2018
- Ce qui ne te tue pas, J'ai lu, 2019
- Ce qui nous consume, J'ai lu, 2019
- Embrasse l'hiver et danse avec lui, J'ai lu, 2021

### Nouvelles
- Délicieuse Paranoïa, revues La Salamandre, no 13 et Freaks, no 2, 2011

### Illustration
- Les Larmes rouges l’Artbook, Éditions du Chat Noir, 2011Ce sont des illustrations créées par l'auteur sur la saga Les Larmes rouges.

### Préface
Georgia Caldera a préfacé La Sanguinaire, premier tome de la série Tarots divins de Aurélie Mendonça en janvier 2012 ainsi que Even Dead Things Feel Your Love, de Mathieu Guibé en mars 2013, publié aux éditions du Chat Noir.

## Prix
- 2012 : prix Merlin pour Réminiscences[2]